# Genoa Cricket and Football Club 1918-1919
Questa voce raccoglie le informazioni riguardanti il Genoa Cricket and Football Club nel periodo dal 1918 al 1919.

## Stagione
La Grande Guerra era quasi giunta al termine, sarebbe terminata ufficialmente l'11 novembre 1918 con la resa della Germania, e l'attività calcistica era limitata a soli incontri amichevoli, talvolta anche contro selezioni militari, sia italiane che straniere.
Durante uno di questi incontri contro una rappresentativa militare britannica, l'allenatore rossoblu Enrico Pasteur fece esordire in prima squadra Ottavio Barbieri, che divenne una colonna portante del Genoa per tutti gli anni venti.

## Divise
La maglia per le partite casalinghe presentava i colori attuali (anche se la dicitura ufficiale era rosso granato e blu) ma a differenza di oggi il blu era posizionato a destra.

## Organigramma societario
Area direttiva
- Presidente: Geo Davidson

Area tecnica
- Allenatore: Enrico Pasteur

## Rosa
Fonte:
| N. |                   | Ruolo | Calciatore           |
| -- | ----------------- | ----- | -------------------- |
|    | Italia (bandiera) | P     | Valerio Felice Terzi |
|    | Italia (bandiera) | D     | Ottavio Barbieri     |
|    | Italia (bandiera) | D     | Giacomo Bergamino    |
|    | Italia (bandiera) | D     | Renzo De Vecchi      |
|    | Italia (bandiera) | D     | Carlo Ghigliano      |
|    | Italia (bandiera) | C     | Luigi Benvenuto      |
|    | Italia (bandiera) | C     | Angelo Dellacasa     |

| N. |                        | Ruolo | Calciatore                 |
| -- | ---------------------- | ----- | -------------------------- |
|    | Italia (bandiera)      | C     | Giovanni Battista Traverso |
|    | Italia (bandiera)      | A     | Felice Berardo             |
|    | Italia (bandiera)      | A     | Augusto Bergamino          |
|    | Italia (bandiera)      | A     | Edoardo Mariani            |
|    | Italia (bandiera)      | A     | Aristodemo Santamaria      |
|    | Italia (bandiera)      | A     | Enrico Sardi               |
|    | Inghilterra (bandiera) | A     | Percy Walsingham           |

## Risultati
Il Genoa disputò solamente incontri amichevoli, senza partecipare ad alcun torneo ufficiale.